# Herrarnas tvåa utan styrman i rodd vid olympiska sommarspelen 1992
Herrarnas tvåa utan styrman i rodd vid olympiska sommarspelen 1992 avgjordes mellan den 27 juli och 1 augusti 1992.

## Medaljörer
| Gren              | Guld                                     | Silver                                               | Brons                             |
| Tvåa utan styrman | Matthew Pinsent och Steve Redgrave (GBR) | Colin von Ettingshausen och Peter Hoeltzenbein (GER) | Iztok Čop och Denis Žvegelj (SLO) |

## Resultat

### A-final
| Placering | Roddare                                        | Land           | Tid     |
| --------- | ---------------------------------------------- | -------------- | ------- |
| 1         | Matthew Pinsent och Steve Redgrave             | Storbritannien | 6:27,72 |
| 2         | Colin von Ettingshausen och Peter Hoeltzenbein | Tyskland       | 6:32,68 |
| 3         | Iztok Čop och Denis Žvegelj                    | Slovenien      | 6:33,43 |
| 4         | Michel Andrieux och Jean-Christophe Rolland    | Frankrike      | 6:36,34 |
| 5         | Jaak Van Driessche och Luc Goiris              | Belgien        | 6:38,20 |
| 6         | Peter Sharis och John Pescatore                | USA            | 6:39,23 |